# إيمر ملاساري
إيمر ملاساري (بالفارسية: ایمر ملاساری) هي قرية تقع في غلستان في إيران. يقدر عدد سكانها بـ 2,418 نسمة .